# Juan Álvarez y Alva de Toledo
Juan Álvarez y Alva de Toledo, O.P., španski rimskokatoliški duhovnik, škof in kardinal, * 15. julij 1488, Toledo, † 15. september 1557.

## Življenjepis
31. avgusta 1523 je bil imenovan za škofa Cordobe in 11. aprila 1537 za škofa Burgosa.
20. decembra 1538 je bil povzdignjen v kardinala.
27. junija 1550 je bil imenovan za nadškofa Santiaga de Compostela, 11. decembra 
1553 za škofa Albana in 29. maja 1555 za škofa Frascatija.